# Coleophora oxyphaea
Coleophora oxyphaea é uma espécie de mariposa do gênero Coleophora pertencente à família Coleophoridae.